# Mercadillo desde el maletero

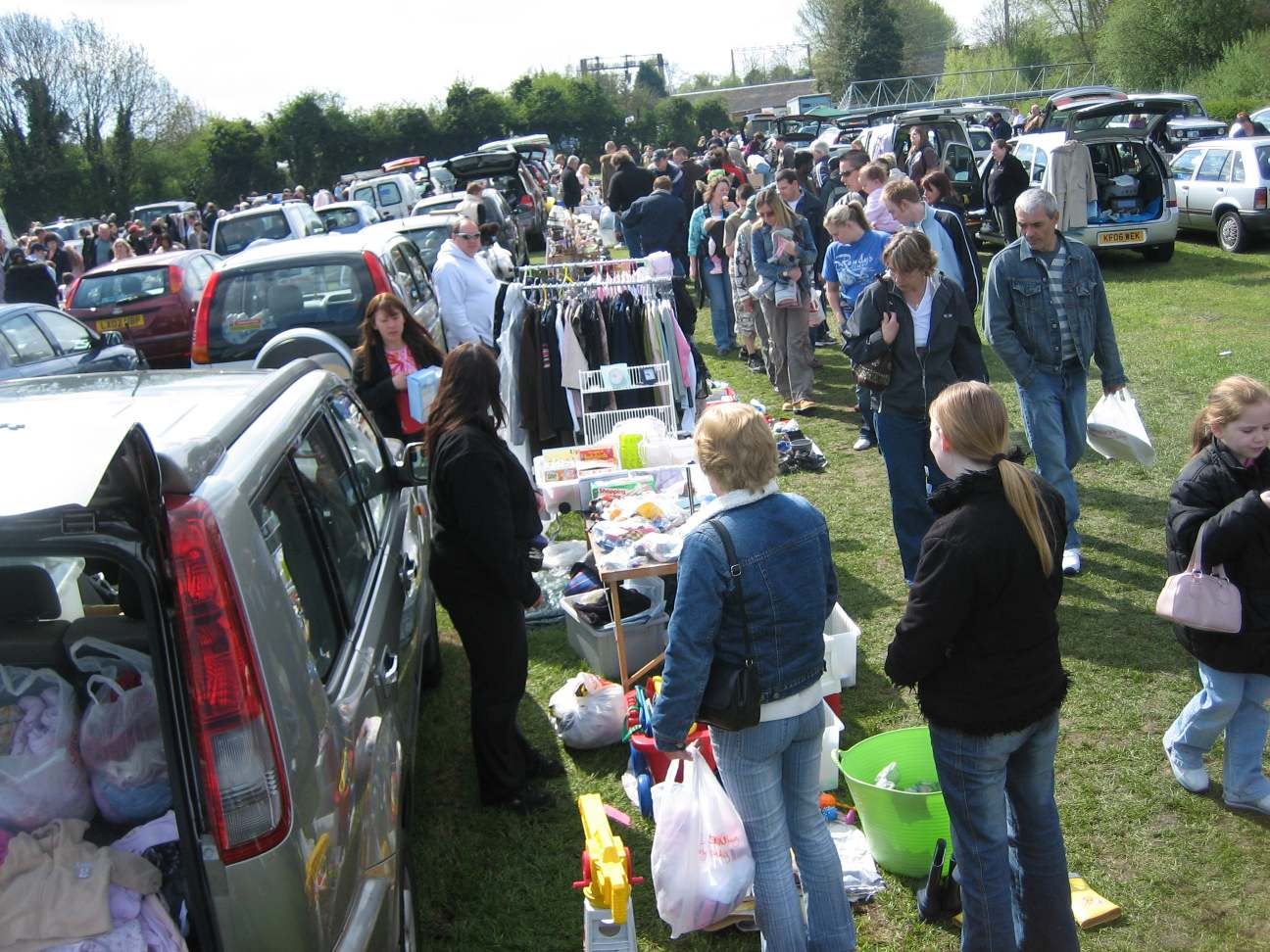
Car boot sale en Apsley.

Un mercadillo desde el maletero (en inglés, car boot sale) es un tipo de mercadillo en el cual diferentes personas se juntan para vender diferentes bienes de segunda mano que tienen en sus casas y ya no necesitan. El término "car boot sale" hace referencia la venta desde el maletero del coche, dado que es la manera habitual de transportar los objetos hasta el lugar.
Aunque puede haber una pequeña parte de los vendedores que sean profesionales de la venta de objetos (nuevos o viejos), lo habitual es que no sea así, y que los bienes sean de segunda mano.
Este tipo de mercadillos son una manera de unir a un gran grupo de personas en un lugar para reciclar objetos que, de otra manera, se hubieran podido tirar. Son muy populares en el Reino Unido, Estados Unidos y Australia, aunque también se realizan en otros países.
En algunas partes de España también se organizan mercadillos de este tipo, como en Nerja, donde el mercadillo es una mezcla entre rastro, mercadillo y car boot sale, y recientemente en Asturias, donde se hace como actividad que acompaña al Mercadillo soliario, en El Valle (Carreño).

## Lugares
Los mercadillos desde el maletero (Car Boot Sales) suelen tener lugar en los terrenos de colegios o de otros edificios de la comunidad, o en zonas verdes amplias o aparcamientos. Es habitual que se hagan durante las mañanas de los domingos. Los vendedores y las vendedoras normalmente pagan una pequeña cuota por su puesto de venta, donde llevan su coche. La entrada para el público general es gratuita, aunque algunas veces se hace algún pequeño pago por admisión. Los tiempos de apertura no son totalmente estrictos y en muchos casos la naturaleza del lugar en sí misma hace imposible evitar que los cazadores de chollos empiecen a buscar ofertas nada más llegar el primer vendedor.

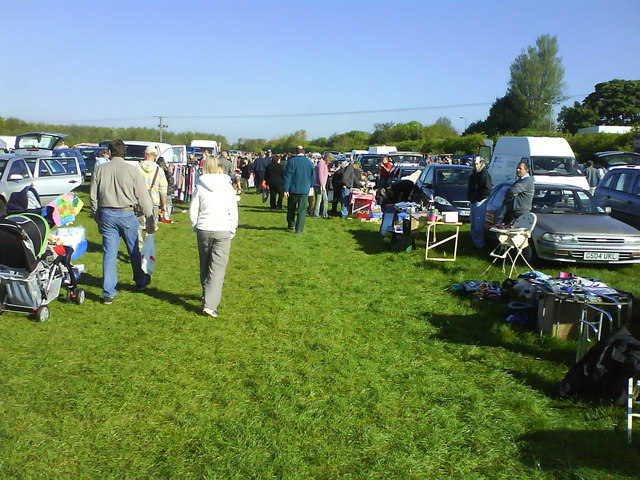
Burcot car boot sale, by Steve Daniels.

## La regla de las tres erres
Una de las principales aportaciones de este tipo de mercadillos es la reutilización de objetos aun útiles, pero no deseados. Eso ayuda a reducir la cantidad de basura que se produce y hacer un uso más concienciado de los recursos. 
Estamos hablando de la segunda "R" de Regla de las tres erres para un consumo responsable (Reducir, Reutilizar y Reciclar) extendida por todo el mundo.